# Sexmuseum
Het Sexmuseum, voluit Sexmuseum de Venustempel, is een museum  in Amsterdam-Centrum aan het Damrak 18 over de geschiedenis van pornografie en erotiek. Het museum toont een collectie van historische erotische objecten, sculpturen, schilderijen,  prenten en foto's. Daarnaast zijn er enkele diorama’s waaronder van de Amsterdamse Wallen en het opwaaien van de jurk van Marilyn Monroe.

## Geschiedenis
Het museum is in 1985 opgericht door Monique van Marle in het pand dat daarvoor een automatenhal van een familielid was. Vanwege een geweldsconflict in de automatenhal kwam het vrij. Van Marle was werkzaam voor een reisbureau en zag ruimte voor een museum over de historische en artistieke kanten van de erotiek. Zij begon in 1985 met het tonen van een kleine verzameling erotische objecten uit de 19e eeuw die ze had gekocht op een veiling in Parijs. De bezoekersaantallen vielen niet tegen en de collectie kon worden uitgebreid. In de loop der jaren werd de expositie steeds groter en voegde men de bovenliggende verdiepingen en achterliggende panden aan de museumruimte toe.

## Huisvesting

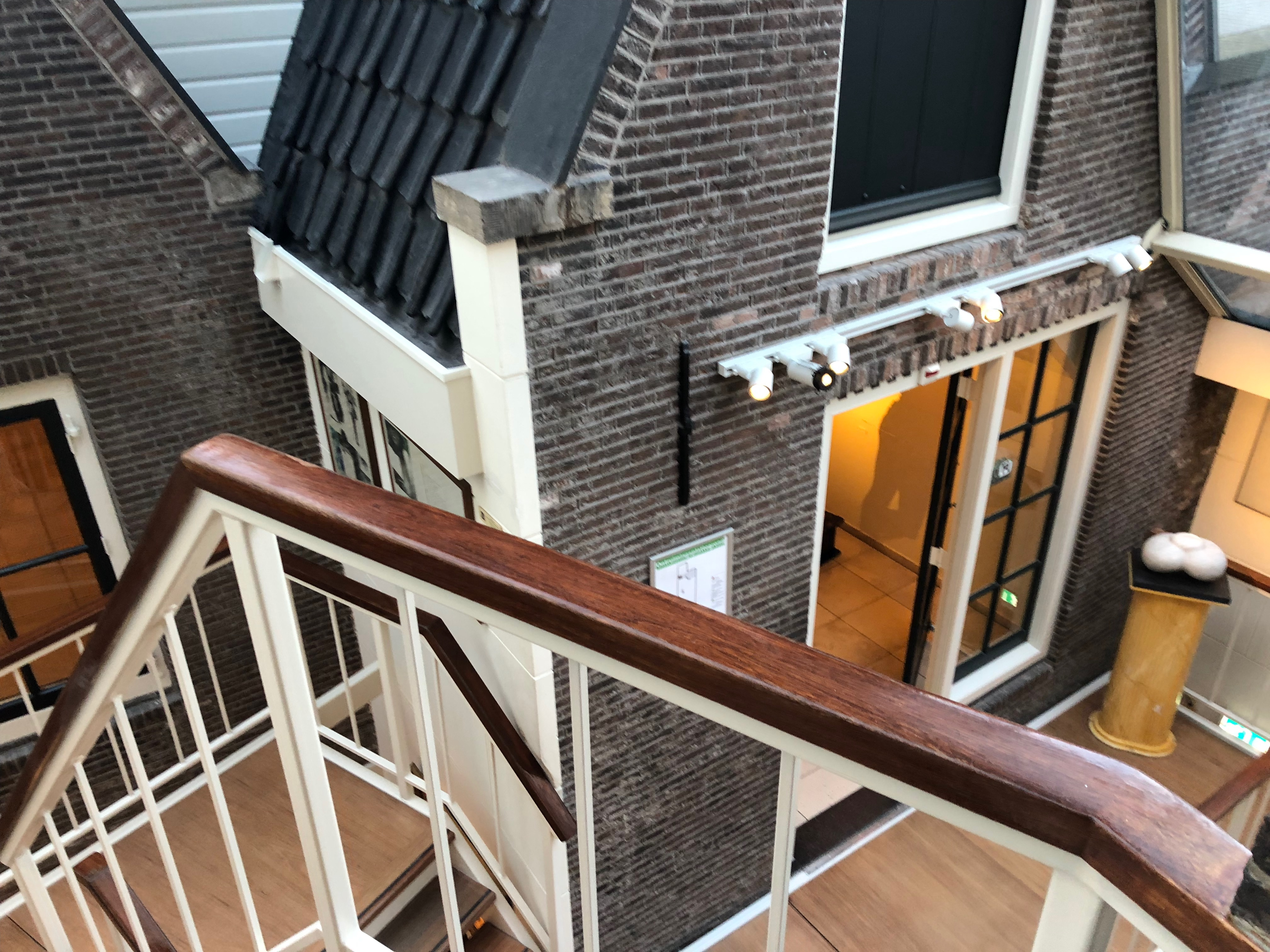
Trapverbinding tussen de verschillende gebouwen

Het museum is gevestigd in een 17e-eeuws pand dat door een open trappenhuis verbonden is met twee achterhuizen. Verspreid over drie verdiepingen telt het museum zes zalen met een vaste expositie. Bij opening was de entree vormgegeven als een Romeinse tempel voor Venus met aan weerszijden twee Romeinse zuilen. In 2015 is de gevelentree vervangen door een houten gevel. Tot aan 2018 bevonden zich in de ramen aan de voorgevel een reclame in de vorm van een reproductie van het kunstwerk de vier seizoenen van Alfons Mucha. Deze zijn op last van de gemeente verwijderd en de ramen transparant gemaakt. Het pand huisvestte in 1935 Hotel Centraal.

## Bezoekers
Het museum telde in 2017 680.000 bezoekers en behoort hiermee tot de top vijf van meest bezochte musea in Nederland. Museumbezoekers zijn gemiddeld tussen de 25 en 30 jaar, voor 90% buitenlandse, merendeels vrouwelijke, bezoekers.